# Selección de fútbol sub-23 de Checoslovaquia
La selección de fútbol sub-23 de Checoslovaquia fue la sub-23 de fútbol de Checoslovaquia entre 1922 a 1993, antes de la división del país en la República Checa y Eslovaquia (Para obtener información acerca de los equipos nacionales de los dos países, consulte los artículos selección de fútbol sub-23 de la República Checa y la selección de fútbol sub-23 de Eslovaquia).

## Participaciones

### Juegos Olímpicos
Desde 1992, la lista olímpica puede estar formada por jugadores menores de 23 años, más tres jugadores mayores de la edad.
| Año   | Resultado    | PJ | G  | E | P | GF | GC |
| ----- | ------------ | -- | -- | - | - | -- | -- |
| 1992  | No clasificó | -  | -  | - | - | -  | -  |
| Total | 4/16         | 18 | 11 | 4 | 3 | 45 | 13 |